# MOS Technology 6510

Configuració de pins de la variant més comuna de la CPU 6510.

El MOS Technology 6510 va ser un microprocessador dissenyat per MOS Technology, Inc., i és una forma modificada del molt reeixit MOS Technology 6502.
El principal canvi des del 6502 va ser l'addició d'un port I/O de 8 bits de propòsit general (només sis pins I/O estan disponibles en la versió més comuna del 6510). A més, el bus d'adreces podria fer triestat.
El 6510 només va ser àmpliament utilitzat en l'ordinador domèstic Commodore 64 (i en nombres significativament menors en la versió portàtil del C64, el SX-64). Tant en el C64 i SX-64 els pins extra del processador s'utilitzaven per controlar el mapa de memòria de l'ordinador, i en el C64 també per controlar el motor elèctric del magnetòfon «Datassette». Era possible, escrivint la configuració de bits correcta al processador en l'adreça $01, exposar completament el ple 64 KiB de memòria RAM del C64, sense deixar la ROM o I/O de maquinari exposats.

## Variants
El 1985 va ser produït el MOS 8500, una versió HMOS del 6510. A part dels canvis en els processos, és pràcticament idèntic a la versió NMOS del 6510. El 8500 va ser originalment dissenyat per al seu ús en el C64 modernitzat, el C64C. No obstant això, el 1985, quantitats limitades dels 8500 van ser trobats en els C64 més antics basats en NMOS. Finalment, va fer el seu debut oficial el 1987, apareixent en una placa mare amb el nou xipset 85xx HMOS.
La variant 7501/8501 del 6510 es va utilitzar en els microordinadors Commodore 16, C116 i Plus/4 i la variant 8502 de 2 MHz es va utilitzar en el Commodore C128. Tots aquests processadors són opcode-compatibles (incloent-hi opcodes indocumentats), excepte el 8502, on algunes diferències relatives als opcodes indocumentats han estat reportats.
La unitat de disc Commodore 1551 va utilitzar el 6510T, una versió del 6510 amb vuit línies d'I/O. Els senyals de NMI i RDY no estan disponible.